# Legua rosea
Legua rosea är en insektsart som beskrevs av Christiane Amédégnato och Poulain 1986. Legua rosea ingår i släktet Legua och familjen Romaleidae. Inga underarter finns listade i Catalogue of Life.